# Eophis underwoodi
L'eofide (Eophis underwoodi Caldwell et al., 2015) è un serpente estinto, vissuto nel Giurassico medio (Bathoniano, circa 165 milioni di anni fa); i suoi resti fossili sono stati ritrovati in Inghilterra. È considerato il più antico serpente noto.

## Descrizione
Questo animale era di piccole dimensioni, ma è noto solo attraverso alcuni frammenti di mandibole e un frammento di mascella. È quindi impossibile effettuare una ricostruzione di questo animale. Tuttavia, alcune caratteristiche dei fossili di Eophis permettono di distinguerlo da altri serpenti arcaici del Giurassico, come Diablophis e Portugalophis. La lamina subdentale della mandibola era bassa e piatta, e rispetto ai due generi citati in precedenza, la lamina era più piccola in relazione all'osso dentale. La presenza di una lamina subdentale, così come di molteplici forami nella mandibola, lo differenzia inoltre da altri serpenti arcaici più recenti, come Coniophis. 

## Classificazione
Eophis underwoodi è stato descritto per la prima volta nel 2015 sulla base di resti fossili ritrovati nella Kirlington Cave nell'Oxfordshire (Inghilterra), in terreni risalenti al Bathoniano. Eophis è stato riconosciuto come il più antico serpente noto, anche se classificato al di fuori del clade comprendente i serpenti odierni (Serpentes). Di seguito è mostrato un cladogramma tratto dallo studio di Caldwell e colleghi (2015):
|  | Eophis                                                     |
|  |                                                            |
|  | \| \| Unnamed sp. \| \| \| \| \| \| Diablophis \| \| \| \| |
|  |                                                            |
|  | Unnamed sp.                                                |
|  |                                                            |
|  | Diablophis                                                 |
|  |                                                            |

|  | Unnamed sp. |
|  |             |
|  | Diablophis  |
|  |             |

|  | Najash                                                                     |
|  |                                                                            |
|  | \| \| Coniophis \| \| \| \| \| \| Serpentes (serpenti moderni) \| \| \| \| |
|  |                                                                            |
|  | Coniophis                                                                  |
|  |                                                                            |
|  | Serpentes (serpenti moderni)                                               |
|  |                                                                            |

|  | Coniophis                    |
|  |                              |
|  | Serpentes (serpenti moderni) |
|  |                              |

|  | Najash                                                                     |
|  |                                                                            |
|  | \| \| Coniophis \| \| \| \| \| \| Serpentes (serpenti moderni) \| \| \| \| |
|  |                                                                            |
|  | Coniophis                                                                  |
|  |                                                                            |
|  | Serpentes (serpenti moderni)                                               |
|  |                                                                            |

|  | Coniophis                    |
|  |                              |
|  | Serpentes (serpenti moderni) |
|  |                              |

|  | Najash                                                                     |
|  |                                                                            |
|  | \| \| Coniophis \| \| \| \| \| \| Serpentes (serpenti moderni) \| \| \| \| |
|  |                                                                            |
|  | Coniophis                                                                  |
|  |                                                                            |
|  | Serpentes (serpenti moderni)                                               |
|  |                                                                            |

|  | Coniophis                    |
|  |                              |
|  | Serpentes (serpenti moderni) |
|  |                              |

|  | Najash                                                                     |
|  |                                                                            |
|  | \| \| Coniophis \| \| \| \| \| \| Serpentes (serpenti moderni) \| \| \| \| |
|  |                                                                            |
|  | Coniophis                                                                  |
|  |                                                                            |
|  | Serpentes (serpenti moderni)                                               |
|  |                                                                            |

|  | Coniophis                    |
|  |                              |
|  | Serpentes (serpenti moderni) |
|  |                              |

|  | Eophis                                                     |
|  |                                                            |
|  | \| \| Unnamed sp. \| \| \| \| \| \| Diablophis \| \| \| \| |
|  |                                                            |
|  | Unnamed sp.                                                |
|  |                                                            |
|  | Diablophis                                                 |
|  |                                                            |

|  | Unnamed sp. |
|  |             |
|  | Diablophis  |
|  |             |

|  | Najash                                                                     |
|  |                                                                            |
|  | \| \| Coniophis \| \| \| \| \| \| Serpentes (serpenti moderni) \| \| \| \| |
|  |                                                                            |
|  | Coniophis                                                                  |
|  |                                                                            |
|  | Serpentes (serpenti moderni)                                               |
|  |                                                                            |

|  | Coniophis                    |
|  |                              |
|  | Serpentes (serpenti moderni) |
|  |                              |

|  | Najash                                                                     |
|  |                                                                            |
|  | \| \| Coniophis \| \| \| \| \| \| Serpentes (serpenti moderni) \| \| \| \| |
|  |                                                                            |
|  | Coniophis                                                                  |
|  |                                                                            |
|  | Serpentes (serpenti moderni)                                               |
|  |                                                                            |

|  | Coniophis                    |
|  |                              |
|  | Serpentes (serpenti moderni) |
|  |                              |

|  | Najash                                                                     |
|  |                                                                            |
|  | \| \| Coniophis \| \| \| \| \| \| Serpentes (serpenti moderni) \| \| \| \| |
|  |                                                                            |
|  | Coniophis                                                                  |
|  |                                                                            |
|  | Serpentes (serpenti moderni)                                               |
|  |                                                                            |

|  | Coniophis                    |
|  |                              |
|  | Serpentes (serpenti moderni) |
|  |                              |

|  | Najash                                                                     |
|  |                                                                            |
|  | \| \| Coniophis \| \| \| \| \| \| Serpentes (serpenti moderni) \| \| \| \| |
|  |                                                                            |
|  | Coniophis                                                                  |
|  |                                                                            |
|  | Serpentes (serpenti moderni)                                               |
|  |                                                                            |

|  | Coniophis                    |
|  |                              |
|  | Serpentes (serpenti moderni) |
|  |                              |